# San Pedro Totolapa
San Pedro Totolapa là một đô thị thuộc bang Oaxaca, México. Năm 2005, dân số của đô thị này là 2644 người.